# Torre CAF
La Torre CAF fue un rascacielos que se proyectó para en el Municipio Chacao. El proyecto se iba a ubicar en el Centro Financiero de Chacao,  siendo Sede de la Corporación Andina de Fomento.
Tenía previsto poseer un estacionamiento de cinco pisos, un puente peatonal, una Parada de Metro Bus y un edificio público que anexa un centro educativo, un espacio de exposiciones y oficinas. En el año 2008 dio inicio la construcción de la Torre CAF, pero debido a la Crisis venezolana el proyecto se ha suspendido. El terreno del eje La Castellana-Los Palos Grandes podría ser poco adecuado para la construcción de edificios altos. Los rascacielos tan altos en una urbanización con terreno de mala calidad podrían ser peligrosos, según varios arquitectos de importante trayectoria internacional.

## Proyecto
El Complejo fue llevado a cabo para la integración de espacios públicos en la ciudad y el ambiente urbano ecológico.
Concurso Internacional: En 2007 la CAF sustentó el Concurso Internacional de Arquitectura para una nueva sede, En la primera etapa del concurso se invitó a firmas de arquitectura de los 17 países socios de la Corporación a presentar credenciales. Posteriormente, después de un proceso de preselección se invitaron a concursar 52 firmas. Se recibieron 44 propuestas arquitectónicas procedentes países accionistas de la CAF como Argentina, Brasil, Colombia, España o México.
El proyecto ganador: En 2008 el jurado eligió a la firma PRODUCTORA como la propuesta ganadora del concurso valorando su síntesis simple y acertada de los criterios de sostenibilidad urbana y ambiental, calidad arquitectónica y eficiencia funcional.

## Edificación
El edificio fueconcebido como una infraestructura equipada con soportes flexibles y dinámicas del trabajo. La piel externa actúa como regulador climático permitiendo que la luz entre de forma tamizada y tenue, al mismo tiempo que proporciona al edificio una apariencia liviana suavizando su aspecto visual en el contexto urbano.